# Patrick Stewart
Sir Patrick Hewes Stewart, OBE (* 13. července 1940 Mirfield, Anglie, Spojené království) je britský herec. Mimo jiné vysoce úspěšně ztvárnil řadu rolí v Shakespearových divadelních hrách. Především díky svým zásluhám na divadelním jevišti byl 1. ledna 2010 oceněn britskou královnou a získal titul Sir.
Běžným divákům je znám hlavně díky svým rolím ve filmech a seriálech. Mimo jiné ztvárnil postavu kapitána Jean-Luca Picarda ve sci-fi seriálu Star Trek: Nová generace (1987–1994), v navazujících celovečerních filmech Star Trek: Generace (1994), Star Trek: První kontakt (1996), Star Trek: Vzpoura (1998) a Star Trek: Nemesis (2002), v pilotní epizodě seriálu Star Trek: Stanice Deep Space Nine „Poslání“ a v seriálu Star Trek: Picard (od 2020). Dále je také znám jako velitel pretoriánské gardy Seianus v historickém seriálu Já, Claudius, sir Leodegrance ve filmu Excalibur (1981), Gurney Halleck ve snímku Duna (1984) nebo jako profesor Xavier ve filmové sérii X-Men: X-Men (2000), X-Men 2 (2003), X-Men: Poslední vzdor (2006), X-Men Origins: Wolverine (2009), Wolverine (2013), X-Men: Budoucí minulost (2014) a Logan: Wolverine (2017). V roli profesora Xaviera se představil také ve filmu Doctor Strange v mnohovesmíru šílenství (2022).
Má hvězdu na Hollywoodském chodníku slávy.
Byl třikrát ženatý a z prvního manželství s Sheilou Falconerovou, které skončilo rozvodem v roce 1990, má syna Daniela a dceru Sophii.

## Dětství a vzdělání
Patrick Stewart se narodil 13. července 1940 ve městě Mirfield v nynějším anglickém hrabství West Yorkshire jako syn Alfreda Stewarta (1905–1980), pomocného dělníka a pošťáka, a Gladys, rozené Barrowcloughové, tkadleny a textilní dělnice. Jeho otec sloužil za druhé světové války v Britské armádě. Má dva starší bratry, Geoffreyho (* 1925) a Trevora (* 1935). Většinu dětství prožil v chudé domácnosti ve městě Jarrow v hrabství Tyne and Wear, kde zažíval domácí násilí ze strany svého otce. V důsledku válečné služby během evakuace z Dunkerque totiž trpěl jeho otec válečnou stresovou reakcí, která souvisí posttraumatickou stresovou poruchou. Stewart v roce 2008 řekl: „Můj otec byl velmi silná osobnost, velmi mocný muž, který dostal, co chtěl. Říkalo se, že když pochodoval na vojenské přehlídce, tak ptáci přestali zpívat. Trvalo mnoho, mnoho let, než jsem si uvědomil, jak se můj otec otiskl do mé práce. Kvůli Macbethovi jsem si nechal narůst knír. Můj otec nikdy knír neměl, ale když jsem se podíval do zrcadla těsně předtím než jsem vyšel na jeviště, viděl jsem, jak na mě ze zrcadla hledí otcova tvář.“
Stewart navštěvoval základní školu Crowlees Junior and Infant School v Mirfieldu přidruženou k anglikánské církvi. Svou hereckou kariéru později přičítal učiteli angličtiny Cecilu Dormandovi, který mu prý dal do ruky výtisk Shakespeara a řekl mu, aby vstal a začal hrát. V roce 1951 nastoupil jako jedenáctiletý na Mirfield Secondary Modern School a pokračoval zde ve studiu divadelního herectví. Přibližně ve stejné době se na dramatickém kurzu ve vesnici Mytholmroyd v hrabství West Yorkshire seznámil s hereckým kolegou Brianem Blessedem a spřátelil se s ním. V 15 letech opustil školu a začal více hrát v místním divadle. Živil se prací novinového reportéra, ale po roce odešel, protože mu nadřízený dal ultimátum, že si má vybrat buď herectví, nebo novinařinu. Podle jednoho z jeho bratrů Patrick Stewart navštěvoval divadelní zkoušky v době, kdy měl být v práci, a pak si jen vymyslel příběhy, které pak psal do novin. Stewart získal práci v obchodě s nábytkem, která mu umožnila navštěvovat zkoušky bez větších časových komplikací. Svých hereckých schopností využíval i v práci, kde chytře přesvědčil klienty ke koupi. Později uvedl, že herectví mu v mládí sloužilo jako prostředek k sebevyjádření. Trénoval také box. Stewart a Blessed později získali stipendium na divadelní školu Bristol Old Vic.

## Herecká kariéra

### Začátek herecké kariéry (1959 - 1987)
Patrick Stewart se poprvé profesionálně objevil na jevišti 19. května 1959 v Královském divadle v Bristolu (Bristol Old Vic Company), kde hrál Cutpurse (kapesního zloděje) v Cyranovi z Bergeracu v režii Johna Halea. Po účasti v Library Theatre v Manchesteru se Stewart v roce 1966 stal členem Royal Shakespeare Company, v níž působil až do roku 1982. V roce 1967 se stal přidruženým umělcem společnosti. Vystupoval s herci jako Ben Kingsley a Ian Richardson. V lednu 1967 se poprvé objevil v televizním seriálu Coronation Street v roli hasiče. V roce 1969 měl krátkou televizní epizodní roli Horatia, protihráče Iana Richardsona v roli Hamleta. Počátkem 70. let ho profesor Kalifornské univerzity v New Yorku Homer Swander pozval, aby pomáhal učit studenty amerických univerzit o Shakespearovi, což vedlo k jeho průlomu do Hollywoodu. Na Broadwayi debutoval jako Snout v legendární inscenaci Petera Brooka Sen noci svatojánské, počátkem 80. let pak přešel do Královského národního divadla.
V průběhu let Patrick hrál v mnoha významných televizních seriálech, aniž by se stal známým. Objevil se jako Vladimír Lenin v Pádu orlů, Sejanus v Já, Claudius, Karel v Tinker Tailor Soldier Spy and Smiley's People, Claudius v adaptaci Hamleta od BBC z roku 1980. V roce 1975 ztvárnil hlavní mužskou romantickou roli v adaptaci BBC románu Elizabeth Gaskellové Sever a jih. V roce 1981 si zahrál hlavní roli psychiatrického konzultanta Dr. Edwarda Roebucka v seriálu BBC Maybury. Nadále hrál menší role ve filmech, např. krále Leondegrance ve filmu Excalibur (1981) Johna Boormana, postavu Gurneyho Hallecka ve filmu Duna (1984) Davida Lynche, doktora Armstronga ve filmu Lifeforce (1985) Tobeho Hoopera a Henryho Greye ve filmu Lady Jane (1986), příběhu anglické královny Lady Jane Greyové.
Stewart dal přednost klasickému divadlu před jinými žánry jako jsou seriály a filmy. V roce 1987 nicméně souhlasil s prací v Hollywoodu na seriálu Star Trek poté, co ho rekrutoval Robert H. Justman, který ho viděl při návštěvě literárního čtení na Kalifornské univerzitě. Stewart nic o Star Treku nevěděl. Zdráhal se podepsat standardní smlouvu na šest let, ale udělal to, protože on, jeho agent i další, s nimiž to Patrick Stewart konzultoval, věřili, že nový seriál nebude úspěšný a za rok či dva skončí, a že se Patrick po vydělání peněz vrátí ke své londýnské divadelní kariéře. Stewartův blízký kolega Ian McKellen Patrickovi však obzvlášť hlasitě radil, aby kvůli tomuto vstupu do televize nezahazoval svou divadelní kariéru, což Stewart musel s ohledem na příležitost ignorovat. 
Během pobytu v Hollywoodu strávil 18 měsíců používáním profesního jména "Patrick Hewes Stewart", zatímco vyjednával práva na své původní jméno od amerického herce, který si toto jméno již zaregistroval u Screen Actors Guild.

### Filmová a televizní kariéra (1987- )

#### Star Trek: Nová generace
Když byl Stewart vybrán do role kapitána Jeana-Luca Picarda v seriálu Star Trek: Nová generace (1987-1994), Los Angeles Times ho označily za „neznámého britského shakespearovského herce". Kvůli svým pochybám, že seriál uspěje, přebýval v hotelech a nikde se nezabydlel, s domněnkou že za nedlouho se přestěhuje zpátky do Velké Británie, a nebyl připraven na dlouhý program televizního natáčení, které začínalo každý den ve 4:45 ráno. Zpočátku měl potíže zapadnout mezi své méně ukázněné herecké kolegy, přičemž na dobu, kdy si zavolal hlavní herce, aby jim vynadal za to, že se v jeho očích chovají neprofesionálně, vzpomíná jako na trapas, zejména když jim vynadal slovy: „Nejsme tu... abychom se bavili!". Stewart dále vzpomínal, že jeho nálada klesala, když se po něm vyžadovalo, aby se učil nazpaměť a odříkával „technobláboly". Nakonec lépe pochopil rozdíly mezi jevištěm a televizí a při práci se do jisté míry uvolnil. Jeho oblíbenou technickou hláškou se stalo „časoprostorové kontinuum". Zůstal blízkým přítelem svých kolegů herců ze Star Treku a v případě potřeby se stal jejich advokátem u producentů. Marina Sirtis Stewartovi připisovala „nejméně 50 %, ne-li více" úspěchu seriálu, protože ostatní se inspirovali jeho profesionalitou a oddaností herectví. Jonathan Frakes řekl, že zatímco v některých seriálech, na kterých se podílel, se objevili herci, kteří ani nečetli scénář, Stewart nastavil vysokou laťku přípravy. „Všichni jsme ráno přišli do práce naprosto připraveni. Znali jsme své repliky a scénář jsme znali i pozpátku.”
Stewart díky úspěchu seriálu nečekaně zbohatl. V roce 1992, během přestávky v natáčení, Stewart spočítal, že během ní vydělal více než za 10 týdnů natáčení Woolfa v Londýně. V letech 1994 až 2002 ztvárnil Picarda také ve filmech Star Trek: Generace (1994), Star Trek: První kontakt (1996), Star Trek: Povstání (1998) a Star Trek: Nemesis (2002); a v pilotní epizodě Star Trek: Deep Space Nine „Poslání" a v roce 1995 získal nominaci na Cenu Sdružení filmových a televizních herců za „Vynikající mužský herecký výkon v dramatickém seriálu".
Když se ho v roce 2011 ptali na vrchol jeho kariéry, vybral si Star Trek: Novou generaci, protože to prý změnilo všechno. Řekl také, že je na svou práci ve Star Treku velmi hrdý pro její sociální poselství a výchovný dopad na mladé diváky. Když byl dotázán na význam své role v porovnání se svou významnou shakespearovskou kariérou, řekl: „Faktem je, že všechna ta léta v Královské shakespearovské společnosti - hraní všech těch králů, císařů, princů a tragických hrdinů - nebyla ničím jiným než přípravou na usednutí do kapitánského křesla Enterprise." Mezi ocenění, kterých se mu dostalo, patří i to, že ho čtenáři časopisu TV Guide v roce 1992 zvolili spolu se Cindy Crawfordovou, o níž nikdy neslyšel, „nejtělesnějším" mužem a ženou televize. V rozhovoru s Michaelem Parkinsonem vyjádřil vděčnost za odpověď Gena Roddenberryho reportérovi, který řekl: „Ve 24. století by jistě vyléčili plešatost," na což Roddenberry odpověděl: „Ve 24. století by se o to nestarali."
4. srpna 2018 CBS a Patrick Stewart společně oznámili, že si zopakuje roli Jeana-Luca Picarda v novém seriálu Star Trek: Picard. V připraveném prohlášení Stewart uvedl, že on a producenti nového seriálu se budou snažit oživit svěží, nečekaný a výstižný příběh.